# فورهند
فورهند در تنیس ضربه ای است که با چرخاندن راکت روی بدن فرد در جهت جایی که بازیکن می خواهد ضربه را قرار دهد ایجاد می شود . برای یک بازیکن راست دست، فورهند ضربه ای است که از سمت راست بدن او شروع می شود، در سراسر بدن او با تماس با توپ ادامه می یابد و در سمت چپ بدن او پایان می یابد. در نظر گرفته می شود که تسلط بر آن ساده ترین ضربه باشد، شاید به این دلیل که طبیعی ترین ضربه است. بازیکنان مبتدی و پیشرفته اغلب فورهندهای بهتری نسبت به سایر ضربات دارند و از آن به عنوان سلاح استفاده می کنند.

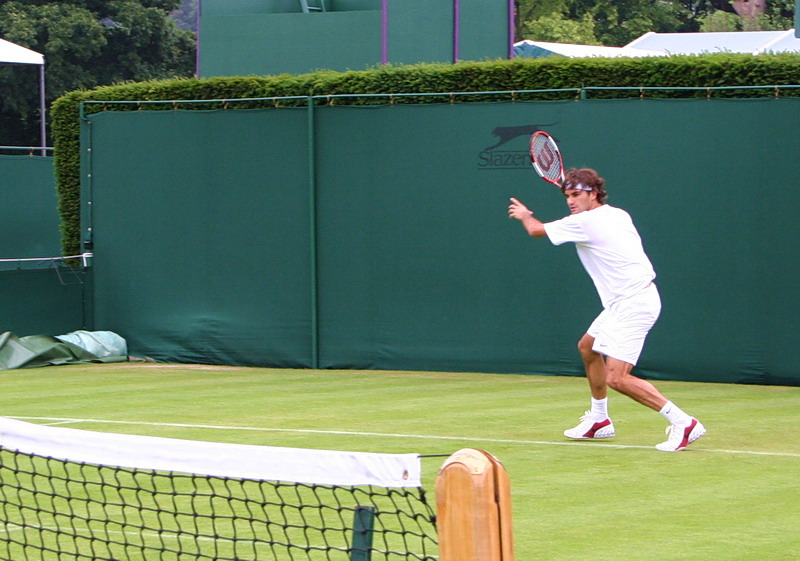
راجر فدرر برای زدن فورهند آماده می شود

بیشتر فورهندها با تاپ اسپین ضربه می خورند زیرا به جلوگیری از فرود توپ در خارج از زمین کمک می کند، در برخی موارد، مانند یک ضربه نزدیک ، بازیکن می‌تواند ضربه‌ای را با چرخش پشتی انجام دهد که می‌توان آن را «اسلایس» نیز نامید.
بازیکنان با فورهندهای عالی اغلب استراتژی اصلی خود را حول آن می‌سازند، آنها تا زمانی که شانس خوبی برای زدن یک فورهند قدرتمند برای کسب امتیاز داشته باشند، یک امتیاز تعیین می کنند، یک تاکتیک معروف دویدن دور یک توپ در سمت بک هند برای ضربه زدن به یک فورهند کراس زمین است که به آن فورهند درون به بیرون می گویند.

## تکامل
فورهند کلاسیک که در آن بازیکن از طریق توپ ضربه می زند و دنباله رو بالای شانه تمام می کند، استفاده غالب از فورهند در بیشتر تاریخ تنیس بود، بازیکنانی مانند پیت سامپراس و آندره آغاسی از فورهند کلاسیک استفاده کردند. با پیشرفت‌های اخیر فناوری راکت تنیس، تولید نیرو به طور فزاینده‌ای آسان‌تر شده است و از این رو داشتن کنترل بیشتر به یک تاکید برای تنیس‌بازان حرفه‌ای کنونی تبدیل شده است. این باعث شده است که بازیکنان حرفه ای اکنون از یک برف پاک کن جلوپنجره استفاده می کنند که در آن راکت به جای روی شانه، در سراسر بدن به پایان می رسد. این باعث می شود تا چرخش بیشتری به توپ منتقل شود، بنابراین قدرت اضافی تولید شده در حالی که هنوز توپ را در زمین نگه می دارید کنترل می کند. اکثر بازیکنان حرفه ای در حال حاضر از فورهند برف پاک کن استفاده می کنند، رافائل نادال ، راجر فدرر و نواک جوکوویچ در میان سایر بازیکنان حرفه ای تنیس همگی از فورهند برف پاک کن استفاده می کنند.